# Дионисополис
Дионисопол или Дионисополис (гръцки: Διονυσόπολις, Κρουνοί, Krounoi, латински: Dionisiopolis) e антично древногръцко селище, локализирано под днешния град Балчик от Константин Иречек. Колонията постепенно прераства в полис – град-държава със собствена територия, закони и монетосечене. В него, недалече от пристанището, се е намирал и храм на Кибела.

## История

### Основаване и название
Основан е от колонисти-търговци, чиято основна цел е търговията с автохтонното население траките Тиризи и износа на суровини. Те идват от Милет, Аполония или Истрия през ок. VI – V век пр.н.е. и основават колонията под името Круной на мястото на халколитно и тракийско селище. Според Псевдоскимнос по-късно морето изхвърля на брега дървена статуя на бог Дионис, а гражданите виждат това като знамение и затова преименуват селището на Дионисопол. Към IV век пр. Хр. градът вече е с напълно развити политически институции и със свой собствен парасемон – грозд. Това се доказва от епиграфските паметници, които се явяват първични исторически извори. В съхранен до днес археологически паметник – декрет, издаден през този период от градската управа на Дионисополис, се дава дионисополско гражданство и привилегии на гражданина на Одесос Аристомен. Факт е, че по-късно, през римския период на селището, който започва през 73 г. пр.н.е., се използват и двете имена. В изследванията на братя Херман Шкорпил и Карел Шкорпил неведнъж е изказвано по-различно становище, според което са съществували две различни селища (Круной и Дионисополис) и Круной трябва да се идентифицира със съвременното Кранево.

### Развитие
Дионисопол е превзет от гетите, по-късно е присъединен от Римската империя към провинция Долна Мизия. През II век Дионисопол се превръща в едно от най-големите западнопонтийски пристанища и става втора по важност крепост срещу варварски нашествия, след основаването на новата римска провинция Малка Скития от император Диоклециан.
През VII век прабългарите го нарекли Карвуна (Karwuna). През XIV век градът е столица на болярина Балик, на чието име по-късно е прекръстен. Останки от неговата крепост се намират до градската болница в квартал Гемиджия. Старият град Карвуна не трябва да се бърка с днешното село Карвуна, което е в община Балчик.
На италиански Портолан-карти от XIV век Карвуна е дадена в италианската форма Carbona. През 1230 г. градът е споменат в документ от Дубровник. През средата на 14 век принадлежи към Добруджанското деспотство и болярът Балик му дава името Балчик.

## Монетосечене
На територията на Дионисопол са намерени голям брой бронзови пластинки във вид на стрели, делфинчета и други, представляващи домонетни форми.
През елинистическата епоха автономното монетосечене на града продължава до 70-те години на І в. пр. Хр. като в него е отразен религиозният живот свързан с гръцки, източни и местни божества: Дионис, Деметра, Атина, Херакъл, Асклепий, Хигия, Диоскурите, Серапис, Изида, Дарзалас. Елинистическите монети на града са от два вида: сребърни монети, сечени от името на Александър ІІІ Македонски, които на реверса имат изписано име на магистрат ΛΕΟΝΤΙΣΚΟΥ /Леонтиск/; бронзови монети, съставящи автономното градско монетосечене след 200 г. пр. Хр.
Тетрадрахмите „Александров“ тип с името на Леонтиск са известни от края на ХІХ век. като в каталога си от 1912 г. Н. Мушмов ги отнася към първите монети на Дионисопол. Поради голямата рядкост на монетите се смята, че сребърното монетосечене е било епизодично за разлика от аналогичните монети на други крайморски градове като Одесос и Месамбрия.
Автономното бронзово монетосечене на Дионисопол се придържа към няколко обособени типа изображения:
– монети с изображения на Дионис върху аверса и с надпис „Дионисополис“ (в съчетание с грозд или вписан във венец от лозови клонки и гроздове) върху реверса;
– монети с изображения на Деметра върху аверса и с името на полиса сред житни класове върху реверса;
– монети, носещи имена или монограми на градски магистрати и изображения на рог на изобилието, шапките на Диоскурите, тирс, Деметра на трон, бига с впрегнати лъвове, конник и др.
През ІІ в. Дионисополис получава право на автономно монетосечене. Първият император, който сече монети тук е Антоний Пий, а последния Гордиан ІІІ (238 – 244 г.). Императорските образи се ограничават между управлението на двамата императори. През императорската епоха автономното градско монетосечене на Дионисопол по обем съответства на социално-икономическото ниво на пристанищния град в провинция Долна Мизия. То не е толкова обилно в сравнение с това на съседните градове Калатия, Томи, Марцианопол, Никополис ад Иструм и Одесос, но внася своя принос в паричното обращение на провинцията.
Римските провинциални монети имат своя специфична морфология на изображенията върху аверса и реверса. Тя включва установени норми и съотношения между номинали и съответни изображения и надписи. Върху лицевата страна на градските монети от всички номинали традиционно се изобразява портрети на римския император или на членове на императорското семейство. Наред с монети, носещи два императорски портрета, градските монетарници сечат и малки количества бронзови монети, върху аверса на които липсва образ на владетел. Те са използвани за дребни търговски плащания и играят роля само на местните пазари. Този тип монети в нумизматичната литература се наричат с условния термин „псевдоавтономни“. Поради липсата на изображение на император или пояснителен надпис времето на тяхното отсичане се определя по стиловите особености и по теглото. В Дионисопол се секат „псевдоавтономни“ монети, като тези емисии предхождат градските монети с портрети на императори.
Върху реверсите на провинциалните монети задължително се посочва името на града монетарница, чиято управа сече паричните знаци. Монетарницата Дионисопол се изписва върху монетите без съкращения, с еднакви по големина гръцки букви: ΔIОNY(V)COПОΛЕ(Є)ITΩN.
Градовете на провинция Тракия означават върху сечените от тях монети и имената на римските провинциални управители (легати), по време на чиято служба се сече емисията. В градовете на Долна Мизия тази практика се ползва само от някои градове. В Дионисопол имена на римски легати не се изписват.
Най-малката монета е първи номинал (= 1 асарион). Дионисопол е един от малкото провинциални градове в Римската Империя, чийто монети от 2, 3, 4 и 5 асария почти винаги носят знак за стойност като отбелязването на номинала започва при император Марк Аврелий (161 – 180 г.) с монетите от 3 асария. Масовата монета от 5 асария се появява сравнително късно, при управлението на император Септимий Север (193 – 211 г.).
Стандартното тегло на тетраасариона се редуцира от 15,7 g при Антонин Пий до 11,9 g при Гордиан III (по средностатистически данни). Освен общото намаляването на теглото, протичащо в региона поради икономическата нестабилност, градовете от монетната лига налагат принудително занижен курс на монетите от 5 асария с изображения на две глави в профил една срещу друга върху аверса.
Изображенията върху реверсите на дионисополските монети могат да се проследят в последователност, съответстваща на появата им и честотата на тяхното използване. Най-често срещани в дионисополското монетосечене са образите на Дионис, Дарзалас, Деметра и Херакъл. Те обикновено съответстват на четири различни номинали: Дионис – на най-големия номинал, Дарзалас – на монетите от четири асария, Деметра – на три асария и Херакъл – на 2 асария. Изображенията на божествени атрибути се повяват върху монетите от най-малките номинали: върху тази от един асарий е гроздът на Дионис или факлата на Деметра, а върху полови асарий – кадуцеят на Хермес. В края на градското монетосечене, при Гордиан ІІІ, върху дионисополските монети се появяват множество други изображения от иконографския репертоар на римската епоха.